# Ted Belytschko
Ted Bohdan Belytschko (13 janvier 1943 – 15 septembre 2014) est un ingénieur mécanicien américain. Il est né à Proskurov (Ukraine) et mort à Winnetka (États-Unis). Ses principales contributions se situent dans la modélisation numérique en mécanique de la rupture et les méthodes moléculaires.

## Biographie
De parents ukrainiens, Ted Belytschko a étudié à l'Institut de technologie de l'Illinois dont il sort ingénieur diplômé en 1965, et docteur-ingénieur en mécanique en 1968. Il sera ensuite assistant (1968-1973) puis Professeur (1976) de l'université de l'Illinois à Chicago. Il a détenu la chaire de Résistance des Matériaux de l'université Northwestern (1977) et a obtenu la chaire Walter P. Murphy de Modélisation numérique en 1991.
Belytschko s'est surtout consacré aux méthodes numériques sans maillage et à leurs applications à la mécanique des solides déformables. Cherchant à remédier aux plus graves inconvénients de la technique dite Smoothed particle hydrodynamics, il s'est tourné vers les applications des méthodes des moindres carrés, qui l'ont amené à une Méthode de Galerkine sans maillage. Il a étendu la méthode des éléments finis à la mécanique de la rupture (propagation des fissures, calcul des concentrations de contraintes) et a décrit les mécanismes de fissuration par la mécanique moléculaire. Il a été pionnier dans la modélisation des nanomatériaux.
Belytschko a longtemps été l'éditeur de l’International Journal for Numerical Methods in Engineering.

## Récompenses
Ses travaux ont été couronnés par la médaille Theodore von Karman (1999), la médaille Timoshenko de l'American Society of Mechanical Engineers et la médaille John von Neumann de la United States Association for Computational Mechanics (2001), la médaille Gauss Newton de l'International Association for Computational Mechanics (2002) et par la médaille William Prager en 2011.
Il était membre de l'Académie nationale des sciences (2011) ; de l'American Academy of Arts and Sciences (2002) ; de l'Académie nationale d'ingénierie des États-Unis (1992).

## Ouvrages
- Nonlinear Finite Elements for Continua and Structures (avec W. K. Liu, B. Moran, K. Elkhodary), 2014 – Wiley
- First Course in Finite Elements (avec J. Fish), 2007 - Wiley
- Computational Methods for Transient Analysis (avec T. J. R. Hughes), 1983 - North-Holland